# Carlo Baeli
Carlo Baeli est un banquier italien.

## Biographie
Ancien fonctionnaire du ministère italien des affaires étrangères puis employé de la Mediocredito Centrale, alors banque publique italienne acquise depuis la Banco di Roma, Carlo Baeli est le fondateur de la société C.I.S Estero, présente notamment à Cuba, en Tunisie et au Sierra Leone. 
Il a été le premier occidental à être en relations d'affaires avec la Corée du Nord, après la guerre de Corée (1950-1953). En 1992, il a collecté 100 millions de dollars auprès de banques regroupées aujourd'hui dans la HSBC pour la réouverture de six mines d'or en Corée du Nord, où il conseille également le gouvernement pour le recyclage de pneumatiques.